# 旧县镇 (北京市)
旧县镇是中华人民共和国北京市延庆区下辖的一个镇。

## 行政区划
旧县镇下辖以下村级行政区划单位：
旧县镇社区、白草洼村、三里庄村、烧窑峪村、北张庄村、白羊峪村、黄峪口村、白河堡村、闫家庄村、耿家营村、车坊村、旧县村、东羊坊村、米粮屯村、古城村、常家营村、常里营村、盆窑村、团山村、大柏老村、小柏老村、西龙湾村和东龙湾村。